# Beziehungen zwischen Peru und den Vereinigten Staaten

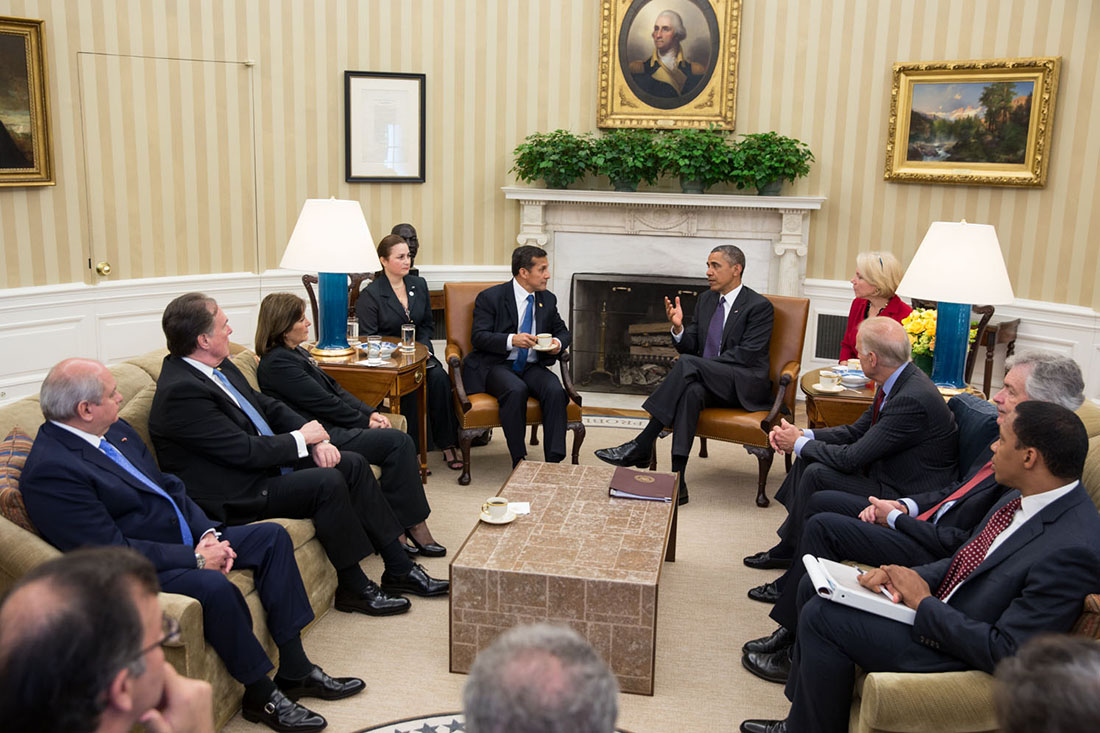
US-Präsident Barack Obama und Perus Präsident Ollanta Humala im Weißen Haus (2013)

 Die Beziehungen zwischen Peru und den Vereinigten Staaten bezeichnen das zwischenstaatliche Verhältnis zwischen der Republik Peru und den Vereinigten Staaten von Amerika (USA). Beide Staaten unterhalten freundschaftliche diplomatische, wirtschaftliche und kulturelle Kontakte. Laut dem US-Außenministerium pflegen die Vereinigten Staaten und Peru eine „strategische Partnerschaft auf Basis gemeinsamer Werte wie Demokratie, Menschenrechte, Sicherheit und gegenseitig vorteilhaftem Handel“.
Die USA gehörten zu den ersten Ländern, die Perus Unabhängigkeit (1821) anerkannten: 1826 wurde der erste US-Gesandte nach Lima entsandt, und 1827 nahmen beide Staaten offizielle diplomatische Beziehungen auf. Seither wurden die diplomatischen Beziehungen – trotz zeitweiliger Spannungen infolge territorialer Konflikte, Staatsstreiche und Militärregierungen in Peru – nie formell abgebrochen. In den Weltkriegen standen Peru und die USA an der Seite der Alliierten; während des Kalten Kriegs kam es phasenweise zu Verstimmungen – so verfolgte die linksgerichtete Militärregierung unter Juan Velasco Alvarado (1968–1975) eine nationalistische Außenpolitik mit Verstaatlichungen US-amerikanischer Firmen und Annäherung an sozialistische Staaten, was zeitweise zu US-Sanktionen führte. Seit den 1980er-Jahren arbeiten die USA und Peru wieder sicherheitspolitisch eng zusammen, insbesondere im Kampf gegen Drogenhandel, Terrorismus und andere transnationale Verbrechen. Peru hat seine Wirtschaft weitgehend liberalisiert und die Handelsbeziehungen wurden ausgeweitet.
Die kulturellen Beziehungen der beiden Länder sind unter anderem durch die bedeutende peruanischstämmige Gemeinschaft in den USA geprägt. Ab der zweiten Hälfte des 20. Jahrhunderts wanderten viele Peruaner in die Vereinigten Staaten ein; um 2020 lebten rund 700.000 US-Amerikaner mit peruanischen Wurzeln in den USA, vor allem in Ballungsräumen wie New York/New Jersey, Südflorida, Kalifornien und dem Großraum Washington, D.C. Neben diesen familiären Bindungen bestehen enge akademische und kulturelle Austauschprogramme, z. B. durch Fulbright-Stipendien und Hochschulkooperationen.
Die wirtschaftlichen Beziehungen beider Staaten sind intensiv. Ein bilaterales Freihandelsabkommen (Handelsförderungsabkommen) wurde 2006 unterzeichnet und trat am 1. Februar 2009 in Kraft, wodurch sich der Warenaustausch deutlich ausweitete. 2024 betrug das bilaterale Handelsvolumen mit Waren rund 20,6  Milliarden US-Dollar. Zu den wichtigsten peruanischen Exportgütern in die USA zählen Agrarprodukte, Bergbauerzeugnisse wie Gold und Kupfer sowie Textilien; die USA exportieren vor allem raffinierte Erdölprodukte, Maschinen, Fahrzeuge und elektronische Geräte nach Peru. Die Vereinigten Staaten sind einer der größten Handelspartner Perus und 2023 dessen zweitwichtigster Exportmarkt.
Beide Länder sind Partner in multilateralen Foren wie der Organisation Amerikanischer Staaten (OAS) und der Asiatisch-Pazifischen Wirtschaftsgemeinschaft (APEC); Peru strebt zudem einen Beitritt zur OECD an. 
Die USA unterhalten eine Botschaft in Lima (sowie ein Konsularbüro in Cusco). Peru verfügt über eine Botschaft in Washington, D.C. und betreibt Generalkonsulate in zahlreichen US-Städten, darunter New York City, Miami, Los Angeles, Houston und Chicago.